# Staatsen
De staatsen (ook wel staatsgezinden of Staatse partij genoemd) refereert aan een gangbare term in de Nederlandse geschiedenis met twee betekenissen. De staatsen waren tijdens de Tachtigjarige Oorlog de groep opstandelingen tegen het Spaanse gezag, geleid door de Staten-Generaal van de Nederlanden, waarnaar ze vernoemd zijn. Na de Tachtigjarige Oorlog werd de benaming gebruikt voor de aanhangers van de Republiek, met als leiders de regenten, tegenover de prinsgezinden, de aanhangers van het Huis van Oranje-Nassau, met als leider de stadhouder.

## De staatsen in de Tachtigjarige Oorlog
Na verloop van tijd ontwikkelden de Staatsen zich en verbeterden ze hun organisatie steeds verder. Chronologisch gezien kunnen de Staatsen grofweg als volgt worden ingedeeld:
- Tot 1566: protestanten en de steden in de Habsburgse Nederlanden. Zij verzetten zich tegen de ketterplakkaten en centralisering die uitgingen van de regering in Madrid. Door het smeekschrift hoopten de Nederlandse edelen de vervolging van protestanten te verminderen, hoewel ze daarmee hun leer niet goedkeurden.

- Tot 1576: een groep geuzen onder aanvoering van veelal bezitloos geworden edelen als Willem van Oranje en zijn broers, Hendrik van Brederode, Willem Bloys van Treslong, Willem II van der Mark Lumey en hun huursoldaten, naast lokaal georganiseerd protestants verzet. Sommigen van hen hadden in de gewestelijke besturen of de Staten-Generaal gezeten, maar door hun sympathie voor de Opstand waren zij hieruit geweerd. Vanaf 1572 verklaarden de Staten van Holland en Zeeland zich openlijk opstandig, de andere gewestelijke Staten (met uitzondering van Luxemburg) volgden pas bij de Pacificatie van Gent (8 november 1576). Vanaf dat ogenblik staan de Staten-Generaal formeel achter de Opstand tegen de regeringslegers, hoewel de koning nog steeds erkend wordt. Men zou vanaf nu alle opstandelingen (zowel protestanten als katholieken) 'staatsen' kunnen noemen: het Staatse leger en de Staatse vloot werden opgericht.

- Tot 1579: de Staten-Generaal van de Nederlanden, vertegenwoordigd in de Unie van Brussel. Twee jaar en drie maanden trokken de Nederlandse gewesten gezamenlijk op in de strijd, en werkten samen in de Staten-Generaal. De samenwerking tussen gematigden en rechtlijnigen bleek erg moeizaam, en men verloor steeds meer terrein aan de regeringstroepen. Enkele steden en gewesten wensten een Nadere Unie te sluiten binnen de Unie van Brussel. Met de Unie van Atrecht op 6 januari echter haakten Henegouwen, Artesië en Rijsel, Dowaai en Orchies af, terwijl Luxemburg en Namen al in Spaanse handen waren.

- Tot 1587: de gewesten en steden die aangesloten waren bij de Unie van Utrecht, de Nadere Unie die gesloten werd door hen die de Opstand wilden voortzetten. In 1581 vaardigden de staatsen het Plakkaat van Verlatinghe uit, waarmee men de troon van de koning voor 'verlaten' verklaarde. De Staten-Generaal gingen een opvolger zoeken om aan te nemen als nieuwe vorst. De oorlog liep in deze jaren slecht voor de Opstand, en er waren steeds minder gewesten vertegenwoordigd in deze 'opstandige' Staten-Generaal, en steeds meer in de 'regeringsgezinde' Staten-Generaal; de partijen stelden stadhouders aan over dezelfde gewesten.

- Tot het einde van de oorlog (1648): de Republiek der Verenigde Nederlanden. In 1588 ontstond de Republiek bij het ontbreken van een koninklijke of adellijke opvolger van Filips II. De macht werd gedeeld door de Staten-Generaal (de regenten) en de stadhouders (die steeds vaker en op den duur uitsluitend uit het Huis Oranje-Nassau kwamen). Gezamenlijk leidden zij het Staatse leger en de vloot.

Het merendeel van de Staatse legers bestond uit huursoldaten (waardgelders), die het niet om de opstand maar om het geld te doen was.

## De staatsen als politieke stroming
In de Republiek der Zeven Verenigde Nederlanden werd de benaming staatsen of Loevesteiners ook gebruikt om de aanhangers van de Republiek aan te duiden, met de Staten-Generaal als hoogste macht, waarin de regenten zetelden. Zij zagen de monarchale strevingen van de Oranjes als een bedreiging van hun vrijheid en de macht van het gewest Holland binnen de Republiek. De Staatsen deden vaak een beroep op de Unie van Utrecht, die de soevereiniteit van elk gewest vastlegde.
Hun tegenstanders, de orangisten (of prinsgezinden), waren aanhangers van de stadhouders van het Huis Oranje-Nassau: prins Maurits van Oranje, prins Frederik Hendrik van Oranje en al hun nakomelingen.
In zekere zin waren de staatsen de voorlopers van de republikeinse patriotten, als zijnde voorstanders van een op handel gericht beleid en tegenspelers van de prinsgezinden.

## Afgeleide begrippen
De benaming "Staats" werd gebruikt voor een aantal generaliteitslanden, delen van de Republiek der Zeven Verenigde Nederlanden die op Spanje veroverd waren en onder direct bestuur van de Staten-Generaal vielen:
- Staats-Brabant, ruwweg de huidige provincie Noord-Brabant.
- Staats-Vlaanderen, het huidige Zeeuws-Vlaanderen.
- Staats-Opper-Gelre (Overkwartier), de streek rond Venlo, en de huidige gemeentes Roerdalen en Echt.
- Staats-Overmaas, de streek rond Maastricht.

De Staats-Spaanse Linies was een stelsel van verbindingslinies in Staats-Vlaanderen aangelegd tijdens de Tachtigjarige Oorlog.
Ook Staaten Eylandt, het huidige Staten Island in New York verwijst naar de Staten-Generaal.
In 1642 benaamde Abel Tasman het (latere) Nieuw-Zeeland als Staete Landt toen hij de noordelijke kustlijn van het Zuid Eiland ontdekte.